# Glomerella rufomaculans-vaccinii
Glomerella rufomaculans-vaccinii är en svampart som beskrevs av Shear 1907. Glomerella rufomaculans-vaccinii ingår i släktet Glomerella och familjen Glomerellaceae.   Inga underarter finns listade i Catalogue of Life.